# Klangstof
Klangstof est un groupe néerlandais de rock, originaire d'Amsterdam.

## Histoire
Koen van de Wardt (né le 30 mai 1992) grandit dans une région reculée de Norvège, où il apprend tout seul à jouer et à enregistrer. Après avoir déménagé à Amsterdam en 2013 pour rejoindre le groupe indie néerlandais Moss, il commence également à sortir de la musique sous le nom de Klangstof,. Klangstof est un mélange du mot norvégien pour « réverbération » (klang) et du mot néerlandais pour « poussière » (stof),. 
Klangstof est confirmé pour jouer au Coachella Festival 2017 en tant que premier groupe néerlandais à jouer au festival.

## Discographie

### Albums studio
- 2016 : Close Eyes to Exit
- 2020 : The Noise You Make Is Silent[6]
- 2022 : Godspeed to the Freaks[7],[8]

### EP
- 2017 : Everest
- 2022 : Ocean View (aussi sorti comme single[9])